# Lucida Sans Unicode

Приклад тексту, надрукованого Lucida Sans Unicode

Lucida Sans Unicode — шрифт OpenType, розроблений студією Bigelow & Holmes для підтримки більшості символів, визначених стандартом Unicode версії 1.0. Цей варіант шрифту без зарубок Sans, що входить до родини Lucida із пітримкою символів латинської, грецької абеток і кирилиці, а також усіх літер, що належать до МФА.
Це — перший юнікод-шрифт. Він розроблений Чарльзом Біґлоу та Крісом Голмсом (англ. Charles Bigelow, Kris Holmes) 1993 року, і вперше поставлявся із операційною системою Microsoft Windows NT 3.1.
Шрифт попередньо встановлений на всіх операційних системах, починаючи з Windows 98. Схожий шрифт під назвою Lucida Grande також присутній в Apple Mac OS X із доданою підтримкою арабських і тайських символів.